# Properzia de’ Rossi
Properzia de’ Rossi (ur. ok. 1490, zm. 1530) – włoska rzeźbiarka okresu renesansu.

## Życie i twórczość

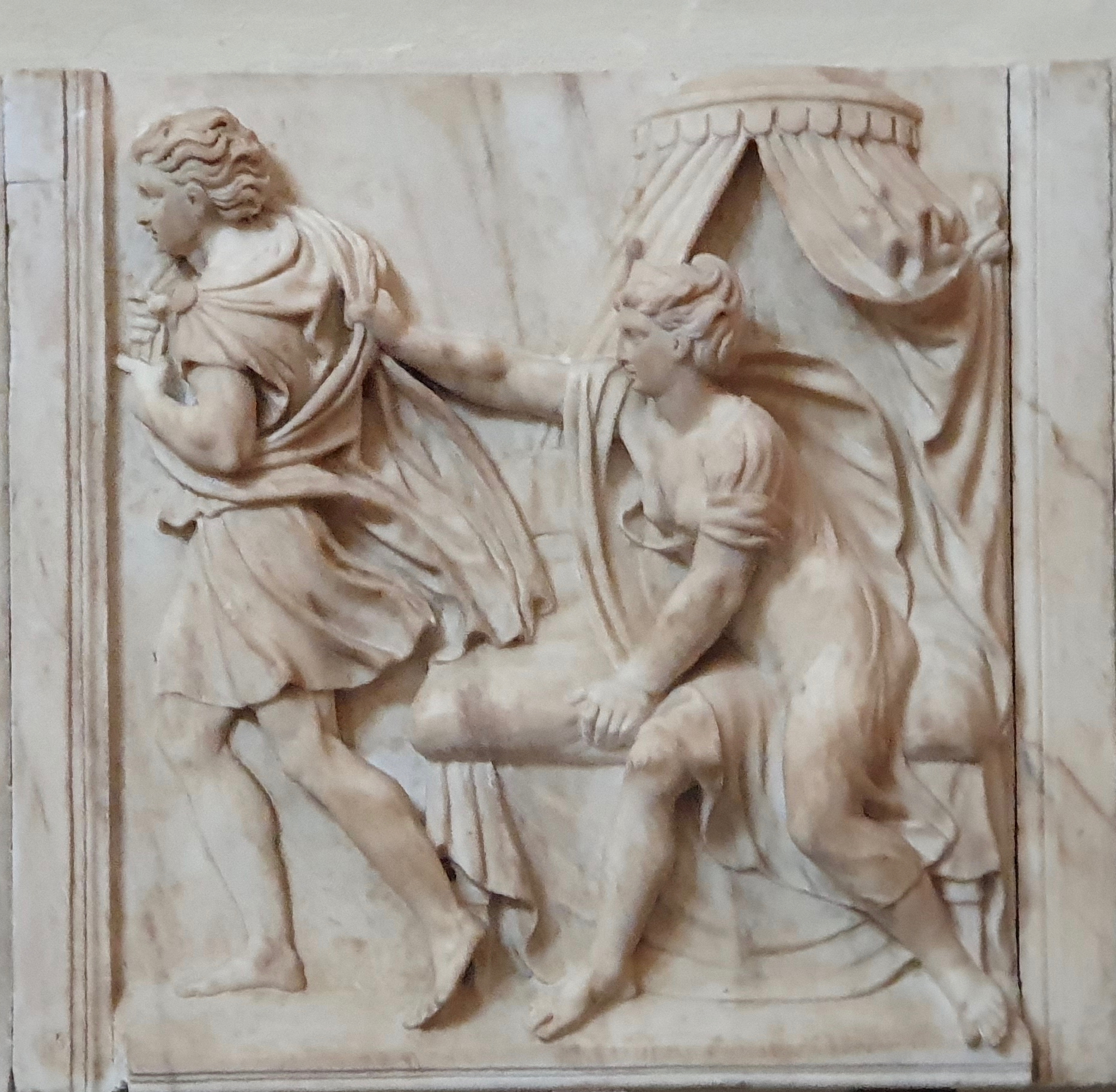
Płaskorzeźba z Józefem i żoną Putyfara, około 1520

Prawdopodobnie pochodziła z Bolonii. Będąc kobietą renesansu, uczyła się malarstwa, muzyki, tańca, poezji i literatury klasycznej oraz rysunku pod okiem Marcantonio Raimondi. Swoją ekspresję wyrażała w rzeźbie: początkowo rzeźbiąc małe, misternie wykończone dzieła sztuki na przeciętych pestkach brzoskwini, moreli i wiśni. Tematem tych prac były sceny religijne, m.in. scena Ukrzyżowania na pestce brzoskwini, obecnie w zbiorach muzealnych w Pesaro. Od 1520 roku zajmowała się głównie rzeźbą; z tego roku pochodzi informacja o jej udziale w konkursie na dekoracje ołtarza głównego w sanktuarium Madonny del Baracco w Bolonii.
W wieku ok. 30 lat de’ Rossi zaczęła tworzyć rzeźby w większej skali. Rozgłos przyniosło jej wykonanie dla hrabiego Aleksandra z Peppolich w białym marmurze popiersia jego ojca Gwidona oraz wygranie w 1520 roku konkursu na projekt rzeźb na zachodniej fasadzie San Petronio w Bolonii. Projekt zakładał wykonanie trzech Sybilli, dwóch aniołów i płaskorzeźbę przedstawiającą Józefa i żonę Potifara.

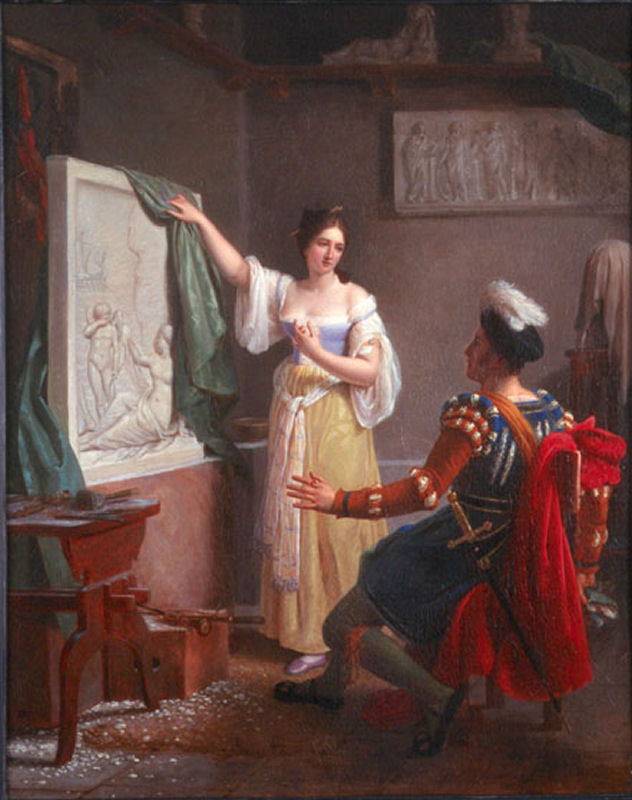
Louis Ducis, Properzia de’ Rossi kończy swoją ostatnią płaskorzeźbę, 1822

Kunszt wykonania płaskorzeźby przysporzył jej rozgłos. Properzia ukazała scenę, gdzie zakochana w Józefie żona marszałka faraona z rozpaczy próbuję zatrzymać ukochanego odrzucającego jej zaloty. Łapie za szatę mężczyzny, a ta zostaje w jej rękach. Giorgio Vasari wspomina w swojej monografii, iż motywem do stworzenia tego dzieła była nieszczęśliwa miłość Properzi do Antoniego Galeazzo Malvasia. Oboje mieli być oskarżeni o naruszenie cudzej posesji (ogrodu), a kochanek miał bronić jej dobrego imienia. Nieznany jest wyrok, jednakże w 1524 Malvasia zerwał znajomość z Properzią.
Pomimo osiągnięcia sukcesu Properzia zrezygnowała z wykonania dalszych prac w świątyni. Za sprawą nieprzychylnemu jej malarza Amico Aspertiniego otrzymała bardzo niską zapłatę za swoją pracę.
W późniejszym okresie wykonała kilka prac rytowniczych na miedzi. Zmarła w wieku około 40 lat, w biedzie.